# Skarčava
Skarčava (bělorusky Скарчава, rusky Скарчево) je obec v Baranavickém rajónu v Brestské oblasti v Bělorusku. Je součástí Krošynského selsovětu. Nachází se 10 kilometrů severně od města Baranavičy.

## Historie
Dříve obec nesla název Плябанская Слабада (Pljabanskaja Slabada). Pod tímto názvem byla Skarčava zmíněna v roce 1889. Podle sčítání lidu z roku 1897 byl ve Stalovické volosti Navahrudského povětu Minské gubernie v provozu kromě jiného i hostinec. V roce 1909 byl v obci postavena veřejná škola.
Od roku 1921 byla Skarčava součástí Polska na území Stalovické gminy Baranavického povětu Navahrudského vojvodství. Od roku 1939 byla Skarčava součástí BSSR. Od 15. ledna 1940 byla pod správou Haradziščanského rajónu Baranavické, od 8. ledna 1954 Brestské oblasti, od 25. prosince 1962 je pod správou Baranavického rajónu.
Během Velké vlastenecké války od června 1941 do července 1944 byla Skarčava obsazena německými fašistickými okupanty. Na frontě zahynulo 5 rodáků Skarčavy.

## Demografie
19. století
- 1897 — 954 obyvatel

20. století
- 1909 — 740 obyvatel.
- 1921 — 236 obyvatel
- 1959 — 287 obyvatel
- 1970 — 288 obyvatel
- 1998 — 139 obyvatel

21. století
- 2005 — 152 obyvatel
- 2010 — 114 obyvatel